# Raucourt-et-Flaba
Raucourt-et-Flaba és un municipi francès situat al departament de les Ardenes i a la regió del Gran Est. L'any 2007 tenia 873 habitants.

## Demografia

### Població
El 2007 la població de fet de Raucourt-et-Flaba era de 873 persones. Hi havia 381 famílies de les quals 132 eren unipersonals (56 homes vivint sols i 76 dones vivint soles), 113 parelles sense fills, 108 parelles amb fills i 28 famílies monoparentals amb fills.
La població ha evolucionat segons el següent gràfic:
Habitants censats

### Habitatges
El 2007 hi havia 458 habitatges, 390 eren l'habitatge principal de la família, 16 eren segones residències i 53 estaven desocupats. 358 eren cases i 96 eren apartaments. Dels 390 habitatges principals, 234 estaven ocupats pels seus propietaris, 146 estaven llogats i ocupats pels llogaters i 10 estaven cedits a títol gratuït; 18 tenien dues cambres, 79 en tenien tres, 113 en tenien quatre i 180 en tenien cinc o més. 232 habitatges disposaven pel capbaix d'una plaça de pàrquing. A 184 habitatges hi havia un automòbil i a 126 n'hi havia dos o més.

### Piràmide de població
La piràmide de població per edats i sexe el 2009 era:
| Homes | Edats   | Dones |
| ----- | ------- | ----- |
| 0     | 95 o +  | 0     |
| 0     | 90 a 94 | 4     |
| 0     | 85 a 89 | 12    |
| 0     | 80 a 84 | 4     |
| 20    | 75 a 79 | 8     |
| 24    | 70 a 74 | 32    |
| 40    | 65 a 69 | 40    |
| 16    | 60 a 64 | 36    |
| 28    | 55 a 59 | 8     |
| 16    | 50 a 54 | 44    |
| 44    | 45 a 49 | 28    |
| 28    | 40 a 44 | 40    |
| 32    | 35 a 39 | 32    |
| 32    | 30 a 34 | 28    |
| 28    | 25 a 29 | 28    |
| 36    | 20 a 24 | 16    |
| 36    | 15 a 19 | 48    |
| 16    | 10 a 14 | 28    |
| 24    | 5 a 9   | 36    |
| 20    | 0 a 4   | 12    |

## Economia
El 2007 la població en edat de treballar era de 539 persones, 367 eren actives i 172 eren inactives. De les 367 persones actives 332 estaven ocupades (193 homes i 139 dones) i 35 estaven aturades (20 homes i 15 dones). De les 172 persones inactives 55 estaven jubilades, 39 estaven estudiant i 78 estaven classificades com a «altres inactius».

### Ingressos
El 2009 a Raucourt-et-Flaba hi havia 378 unitats fiscals que integraven 858 persones, la mediana anual d'ingressos fiscals per persona era de 14.985 €.

### Activitats econòmiques
Dels 36 establiments que hi havia el 2007, 1 era d'una empresa extractiva, 2 d'empreses alimentàries, 1 d'una empresa de fabricació d'altres productes industrials, 5 d'empreses de construcció, 8 d'empreses de comerç i reparació d'automòbils, 3 d'empreses de transport, 2 d'empreses d'hostatgeria i restauració, 1 d'una empresa d'informació i comunicació, 3 d'empreses financeres, 2 d'empreses de serveis, 7 d'entitats de l'administració pública i 1 d'una empresa classificada com a «altres activitats de serveis».
Dels 11 establiments de servei als particulars que hi havia el 2009, 1 era una gendarmeria, 1 oficina de correu, 1 una oficina bancària, 2 tallers de reparació d'automòbils i de material agrícola, 1 autoescola, 1 paleta, 1 lampisteria, 1 electricista, 1 perruqueria i 1 restaurant.
Dels 3 establiments comercials que hi havia el 2009, 2 eren fleques i 1 una fleca.
L'any 2000 a Raucourt-et-Flaba hi havia 15 explotacions agrícoles que ocupaven un total de 1.210 hectàrees.

## Equipaments sanitaris i escolars
L'únic equipament sanitari que hi havia el 2009 era una farmàcia.
El 2009 hi havia una escola elemental.

## Poblacions més properes
El següent diagrama mostra les poblacions més properes.